# Dorothea Hölscher-Lohmeyer
Dorothea Hölscher-Lohmeyer (geborene Lohmeyer; * 6. November 1913 in Berlin; † 28. November 2008 in Heidelberg) war eine deutsche Germanistin und bedeutende Goethe-Forscherin.

## Leben
Dorothea Hölscher-Lohmeyer studierte unter anderem bei Max Kommerell und wurde 1937 mit einer Arbeit über den 2. Teil von Goethes Faust (Faust und die Welt. Ein Versuch über den 2.Teil der Dichtung; Druck: Leipzig 1939) promoviert. Die Arbeit erschien erstmals 1940 und erneut in veränderter Fassung 1975 unter dem Titel Faust und die Welt. Der 2. Teil der Dichtung. Eine Anleitung zum Lesen des Textes. Sie absolvierte anschließend eine Lehre als Verlagskauffrau und arbeitete als Verlagslektorin.
Dorothea Hölscher-Lohmeyer wurde mit verschiedenen Auszeichnungen geehrt, unter anderem 1991 mit der Goldenen Goethe-Medaille der Goethe-Gesellschaft. Sie war mit dem Altphilologen Uvo Hölscher verheiratet; ihre gemeinsamen Söhne sind der Klassische Archäologe Tonio Hölscher und der Neuzeithistoriker Lucian Hölscher.

## Werke
- Rübezahl. Rütten & Loening, Potsdam 1940.
- Faust und die Welt. Zur Deutung des 2. Teiles der Dichtung. Athenaion, Potsdam 1940.
- Faust und die Welt. Der zweite Teil der Dichtung. Eine Anleitung zum Lesen des Textes. C. H. Beck, München 1975. ISBN 3-406-05699-7
- Johann Wolfgang Goethe. C. H. Beck, München 1991, ISBN 3-406-35049-6 (C.H. Beck Wissen). (2. Auflage 1999, ISBN 3-406-44727-9, 3. Auflage 2007, ISBN 978-3-406-44727-3, italienische Ausgabe 1996, ISBN 88-15-05481-2)
- Kommentar zu „Faust II“. In: Goethe, Johann Wolfgang von: Sämtliche Werke nach Epochen seines Schaffens, Münchner Ausgabe. Hrsg. von Karl Richter [und anderen], Band 18. Letzte Jahre, 1827–1832, Teil 1. Hrsg. von Gisela Henckmann und Dorothea Hölscher-Lohmeyer, Seite 535–1213. (ISBN 3-446-14027-1); ausgezeichnet durch die Heranziehung der naturphilosophischen Schriften Goethes